# Jung Ji-hyun
Jung Ji-hyun (koreanska: 정지현), född den 26 mars 1983, är en sydkoreansk brottare som tog OS-guld i fjäderviktsbrottning i den grekisk-romerska klassen 2004 i Aten.
Jung har även tagit två bronsmedaljer vid världsmästerskapen 2007 och 2010, samt en silvermedalj vid asiatiska spelen 2010 och en guldmedalj vid asiatiska spelen 2014.